# Freek Vonk
Freek Jacobus Vonk (Dordrecht, 24 februari 1983) is een Nederlands evolutiebioloog, televisiepresentator en bijzonder hoogleraar.

## Loopbaan
Vonk bezocht in Dordrecht het Titus Brandsmacollege. Hij studeerde biologie aan de Universiteit Leiden en specialiseerde zich in de evolutiebiologie van reptielen. In 2006 werd een artikel waarvan hij medeauteur was gepubliceerd in Nature. In 2007 schreef Vonk voor Litteratura Serpentium zijn eerste eigen wetenschappelijke artikel. In datzelfde jaar werd hij genomineerd voor de Academische Jaarprijs. In 2008 publiceerde hij als eerste auteur een cover artikel in Nature over de evolutionaire ontwikkeling van giftanden bij slangen. In datzelfde jaar kreeg Vonk een Toptalentbeurs van de Nederlandse Organisatie voor Wetenschappelijk Onderzoek ter waarde van 180.000 euro waarmee hij zijn promotieonderzoek financierde. Vonk promoveerde in september 2012 aan de Universiteit Leiden op het proefschrift Snake evolution and prospecting of snake venom. Ook won hij toen de Eurekaprijs voor wetenschapscommunicatie. In 2013 publiceerde hij het eerste slangengenoom, dat van de koningscobra, in het wetenschappelijk tijdschrift Proceedings of the National Academy of Sciences USA. In 2014 ontving hij van de Nederlandse Organisatie voor Wetenschappelijk Onderzoek een VENI-subsidie van 250.000 euro om zijn onderzoek naar de eigenschappen van slangengif voort te zetten.

### Mediacarrière
Tijdens zijn studie verscheen Vonk veelvuldig in de media, bijvoorbeeld in de programma's De Wereld Draait Door, GIEL en Vroege Vogels. Daarnaast schreef hij columns voor onder andere Sp!ts, KIJK, National Geographic Magazine, TrosKompas, De Telegraaf en Vrij Magazine. 

#### Televisie
Vonk maakte en presenteerde vanaf 2012 diverse televisieprogramma's voor National Geographic en Discovery Channel. Vanaf januari 2012 zond de VPRO in Villa Achterwerk de serie Freek op safari uit. Daarna volgden Freek in 't Wild (2012-2013) en Freeks Wilde Wereld (2014-heden). Op 15 oktober 2015 won hij met Freeks Wilde Wereld de Gouden Stuiver, een televisieprijs voor beste kinderprogramma.
Ook maakte Vonk voor BNNVARA In 2014 de serie Freek Vonk in Australië, Freek Vonk in Latijns-Amerika en in 2015 de vierdelige documentaireserie Freek tegen de stropers. Deze laatste opnames maakten zoveel indruk op Vonk dat hij daarna bij DWDD bekend maakte een eigen stichting te hebben opgezet om stroperij tegen te gaan, stichting No Wildlife Crime. Met NWC biedt hij financiële steun aan projecten die de strijd aangaan tegen stropers.
In december 2014 gaf hij op televisie een hoorcollege in de reeks DWDD University met als onderwerp gif, waar ongeveer 1,5 miljoen mensen naar keken. In 2016 kreeg dit een vervolg met een college over 'Evolutie' en in 2017 over 'Superzintuigen'. Eind 2014 presenteerde Vonk de Nationale Wetenschapsquiz Junior, waarin hij basisschoolleerlingen verrassende vragen over de wetenschap stelde.
In 2016 presenteerde Vonk samen met presentatrice Evi Hanssen De Super Freek Show op NPO 1. Ook lanceerde hij in datzelfde jaar zijn eigen tijdschrift, Wild van Freek.

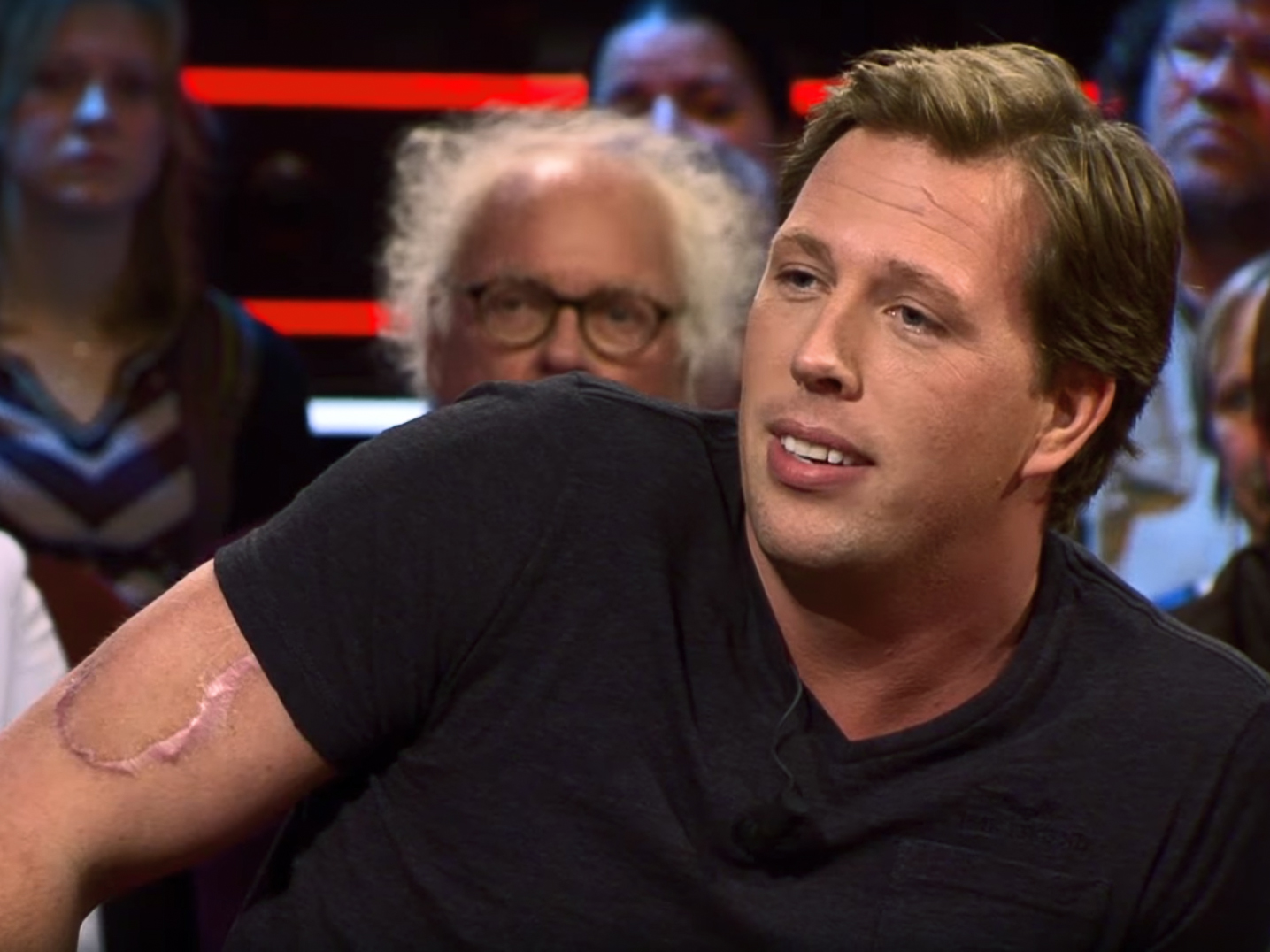
Freek Vonk met litteken door haaienbeet (2017)

In 2017 kreeg Freek tegen de stropers een vervolg in de vorm van Freek naar de haaien. Hierin laat hij de kijker kennismaken met de schoonheid van de haai, de diverse soorten en het belang van deze dieren voor een gezonde oceaan. Vonk laat de unieke biologie zien van deze dieren, onderzoekt waarom we er zo bang voor zijn en volgt het spoor van de haaienvinnenhandel: van het slagveld op zee bij Maleisië tot de illegale handel in Hong Kong.
In 2018 won Freeks Wilde Wereld de Zapp Award voor beste Zapp-programma.
In het najaar van 2020 maakte Vonk een nieuw programma met BNNVARA: Freeks Jungle School, een studioprogramma waarin hij lesgeeft over zijn favoriete dieren. In 2021 was het tweede seizoen hiervan op televisie te zien, en in 2023 het derde seizoen.
In 2023 produceert en presenteert hij bij BNNVARA de zaterdagavondshow Freeks Saturday Night Safari. Er werden acht afleveringen uitgezonden op NPO 1. In januari 2024 wist Vonk een Zapp Award te winnen in de categorie Beste Ster Jeugdprogramma.

#### Voice-over
Sinds juni 2022 is Vonk een van de Nederlandse stemmen van de BBC-natuurseries die de EO op NPO 1 uitzendt.

#### Stemacteur
Vonks stem is ook te horen in een aantal Nederlandstalige films, waaronder: Tarzan als Jim Porter, Walking with Dinosaurs: The Movie (2013), Pinguïns van Madagaskar (2014) als documentairemaker, Paddington (2015) als ontdekkingsreiziger Montgomery Clyde Corgi (2019) als Jack de jackrusselterriër, Bigfoot Familie (2020) als de dubieuze baas van een oliemaatschappij Conor Mandrake.

#### Liveshows
Eenmaal per jaar geeft Vonk meerdere shows in AFAS Live (voorheen Heineken Music Hall, Amsterdam) onder de titel Freek Vonk Live. Het begon met Freeks Wilde Wereld Live (2014, 2 shows), Freeks Wilde Avonturen (2015, 6 shows), Freek Vonk Live: van Dino tot Dolfijn (2016, 8 shows) en Freek Vonk Live: Op Wereldreis (2017, 9 shows). Deze laatste show werd in het voorjaar van 2017 nog 27 keer uitgevoerd in theaters verspreid door heel Nederland. In 2018 was de show Freek Vonk Live: In het Hol van de Leeuw 10 keer te zien. Vonk verbrak hiermee zijn eigen record en kwam daarnaast op gelijke hoogte met het record van Najib Amhali, die in 2009 als enige ooit ook 10 shows gaf in AFAS Live. In december 2019 stond Vonk er weer tien keer met zijn show Freek Vonk Live: Dwars door de Wildernis. In het voorjaar van 2020 zou Vonk het land in trekken, langs verschillende theaters, voor Freek Vonk Live: On Tour. Vanwege COVID-19 werd deze tournee uitgesteld tot het voorjaar van 2021 en uiteindelijk zelfs volledig geannuleerd. De show "Rovers in de Rimboe" wordt in 2021 vanwege COVID-19 uitgesteld naar eind 2022, waar hij in de kerstvakantie 12 keer optrad. Nooit eerder gaf iemand zoveel opeenvolgende shows in AFAS Live. Deze show wordt geprolongeerd in de meivakantie van 2023 met nog 5 shows waarmee het totaal aantal gegeven shows in de AFAS Live voor Vonk op 62 keer komt. Nog nooit trad een artiest zo vaak op in dat theater.

#### Incidenten
- In 2009 werd Vonk in Australië gebeten door een giftige mulgaslang. Er werd geen gif geïnjecteerd.[42][43]
- In 2012 werd Vonk voor de kust van Zuid-Afrika in zijn hand gebeten door een zwartpunthaai.[44]
- In 2013 nam Vonk een tekenziekte mee naar huis, na opnames in Afrika.[45][46]
- In 2016 had Vonk na activiteiten in Belize last van huidmadenziekte. Hij had vliegenlarven in zijn been. De larven werden door een arts verwijderd.[47][48]
- In 2017 werd Vonk op de Bahama's in zijn rechterbovenarm gebeten door een Caribische rifhaai tijdens opnamen voor het tv-programma Freek naar de haaien. De wond werd gedicht met meer dan honderd hechtingen.[49][50]
- In 2018 werd Vonk in zijn hand gebeten door een kaaiman, tijdens opnames in Suriname.[51][52][53]
- In 2019 moest Vonk de opnames van zijn programma op de Filipijnen staken, omdat hij ziek werd van dengue, ook wel knokkelkoorts genoemd.[54][55]
- In 2020 zette een tapijtpython zijn tanden in Vonks hand, tijdens opnames in Australië.[56]
- In 2022 werd Vonk in zijn hand gestoken door de stekel van een borstvin van een tijgermeerval. De stekel brak af in zijn hand, maar omdat er weerhaakjes aan zo'n stekel zitten kon deze er niet zomaar uitgetrokken worden. Dit gebeurde midden in de jungle van Suriname waardoor Vonk er nog 24 uur mee rond moest lopen, voordat hij vervoerd kon worden naar het dichtstbijzijnde ziekenhuis om de stekel operatief te laten verwijderen.[57][58]
- In 2022 werd Vonk in zijn neus gebeten door een roodbruine kielrugslang tijdens opnames voor Freeks Wilde Wereld in Suriname.[59]
- In 2023 had Vonk net als in 2016 last van huidmadenziekte, dit keer na een reis door Costa Rica. Het werd veroorzaakt door drie larven van Dermatobia hominis, een soort horzel die haar eitjes afzet op de buik van muggen. Via deze muggen komen de eitjes terecht op dieren, waaronder primaten. De larven die uit de eitjes komen kruipen vervolgens onder de huid. Vonk gaf aan de larven zo lang mogelijk te willen laten zitten, om zo hun ontwikkeling in kaart te kunnen brengen.[60][61]

#### Naturalis
Vonk is verbonden aan Naturalis Biodiversity Center in Leiden. In 2013 was in Naturalis een tentoonstelling te zien over zijn lievelingsdieren, genaamd Freeks Favorieten. In 2016 begeleidde hij de tyrannosaurus 'Trix' naar Naturalis voor de tentoonstelling T. rex in Town. In 2017 had hij zijn eigen tentoonstelling: Gif!

#### Albert Heijn
In 2015 startte supermarktketen Albert Heijn met een educatieve spaaractie in samenwerking met Vonk, genaamd "Op avontuur met Freek". De klantenbindingsactie kreeg tot vijfmaal toe een vervolg: in 2016 met "Terug naar de dino's met Freek", in 2017 "Ontdek de wonderlijke wereld met Freek Vonk", in 2019 "TOP insecten", in 2022 "Expeditie Oceaan" en in 2024 "Dieren laten van zich horen".

#### Game
Vanaf eind 2020 heeft Vonk een eigen karakter in het spel Slide Stars, een spel voor Nintendo Switch en Playstation. Ook brengt Vonk de app Expeditie X uit waarin kinderen worden aangemoedigd naar buiten te gaan, op zoek naar dieren.

#### Scouting
Op 24 september 2021 is Vonk benoemd tot Chief Scout (hoofdverkenner) van Scouting Nederland, oftewel de belangrijkste ambassadeur en het gezicht van de organisatie. In de geschiedenis van scouting in Nederland, welke teruggaat tot 1911, is Vonk de tweede Chief scout van een nationale scoutingorganisatie. Van 1924 tot 1937 vervulde militair en politicus Jean Jacques Rambonnet die rol bij de De Nederlandsche Padvinders.

### Wetenschappelijke carrière
Naast zijn werk als presentator was Vonk tussen september 2012 en maart 2014 verbonden aan de Bangor University in Wales waar hij, binnen de werkgroep moleculaire biologie en evolutie, onderzoek deed naar de koningscobra. Sinds september 2014 is hij werkzaam bij Naturalis in Leiden, waar hij onderzoek doet naar het genoom van de Maleise mocassinslang en de koningscobra. In 2018 presenteerde Vonk in het wetenschappelijke tijdschrift Zoötaxa een nieuwe slangensoort, genaamd Vermicella parscauda. In 2021 publiceerde hij samen met een groep internationale wetenschappers in het tijdschrift Scientific Reports een artikel over het eerste gedocumenteerde geval van voortplanting zonder seks (parthenogenese) door een koningscobra.
Vonk is sedert begin 2020 bijzonder hoogleraar aan de Vrije Universiteit Amsterdam voor een periode van vijf jaar. Hij is verbonden aan de afdeling Scheikunde & Farmaceutische Wetenschappen. Hij zal zich met name richten op natuurlijke gifstoffen ten bate van behandelingen en gebruik als medicatie.
Op 19 februari 2024 maakte Vonk bekend dat hij samen met 14 andere wetenschappers een nieuwe slangensoort had ontdekt: de Noordelijke groene anaconda.

## Privé
Van begin 2013 tot mei 2015 had Vonk een relatie met televisiepresentatrice Eva Jinek, nadat hij in een van haar praatprogramma's te gast was geweest.